# Atlas V
Atlas V je raketa nosač iz obitelji raketa Atlas koju danas za lansiranje koristi United Launch Alliance, tvrtka koju su osnovali Boeing i Lockheed Martin. Rakete Atlas V koriste ruski motor RD-180 na tekući kisik i kerozin za pogon prvog stupnja i američki motor RL10 za pogon stupnja Centaur. Neke inačice rakete koriste i dodatne potisnike na kruto gorivo koje proizvodi tvrtka Aerojet. Čahura za teret je promjera 4 ili 5,4 metara i različitih dužina, ovisno o potrebama. Pri projektiranju rakete razmišljalo se o upotrebi čahura promjera do 7,2 m i dužina do 32,3 m.

## Opis
Prvi stupanj Atlasa V sastoji se od Common C1ore Boostera (CCB) koji je pogonjen RD-180 motorom s dvije mlaznice. Prvi stupanj ima masu od 306.914 kg, od čega 284.450 kg čine kerozin i tekući kisik. CCB je dug 32,5 m i promjera 3,8 m. Raketni motor izgara oko 4 minute i pritom stvara 4.152 kN potiska. Upotrebom CCBa želi se omogućiti modularan dizajn rakete Altas V, pojednostavniti proizvodnju i olakšati buduće modifikacije rakete. Sličan pristup je ostvaren i kod rakete Delta IV gdje se koristi Common Booster Core.
Drugi stupanj rakete koristi produženu verziju Centaura s kriogenim gorivom. Centaur je već provjeren dizajn i omogućava višestruko paljenje motora, ima učinkovit motor i visoku pouzdanost. U verziji za Atlas V Centaur je pogonjen s jednim ili dva RL10A-4-2 motora, od kojih svaki pruža 99,2 kN potiska. Masa Centaura je 22.825 kg od čega 20.799 kg čini gorivo. Dužina Centaura je 12,68 m, a promjer 3,05 m.
Ovisno o potrebama misije pri lansiranju se ponekad koriste i potisnici na kruto gorivo. Maksimalno je moguće koristiti 5 potisnika od čega svaki daje 1.287 kN potiska kroz 94 sekundi. Svaki od potisnika ima masu od 40.824 kg od čega je 36.824 kg goriva. Dužina potisnika je 17,70 m, a promjer 1,55 m.

### Inačice
Atlas V dolazi u više inačica, ovisno o potrebama tereta koji se lansira. Inačice se nazivaju ovisno o konfiguraciji rakete koja se koristi. Prva brojka može biti 4 ili 5 i označava promjer čahure za teret, drugi broj označava koliko potisnika na kruto gorivo koristi i može biti između 0 i 5, a treći koliko je motora na Centauru i broj može biti 1 ili 2. Tako primjerice Altas V 421 inačica koristi čahuru za teret od 4 m u promjeru, ima 2 potisnika na kruto gorivo i Centaur stupanj s jednim motorom.
| Inačica | Promjer čahure | Broj potisnika na kruto gorivo | Broj motora na Centauru | Nosivost u LEO | Nosivost u GTO |
| 401     | 4 m            | 0                              | 1                       | 9.797 kg       | 4.750 kg       |
| 402     | 4 m            | 0                              | 2                       | 12.500 kg      |                |
| 411     | 4 m            | 1                              | 1                       | 12.150 kg      | 5.950 kg       |
| 412     | 4 m            | 1                              | 2                       |                |                |
| 421     | 4 m            | 2                              | 1                       | 14.067 kg      | 6.890 kg       |
| 431     | 4 m            | 3                              | 1                       | 15.718 kg      | 7.700 kg       |
| 501     | 5,4 m          | 0                              | 1                       | 8.123 kg       | 3.775 kg       |
| 502     | 5,4 m          | 0                              | 2                       |                |                |
| 511     | 5,4 m          | 1                              | 1                       | 10.986 kg      | 5.250 kg       |
| 512     | 5,4 m          | 1                              | 2                       |                |                |
| 521     | 5,4 m          | 2                              | 1                       | 13.490 kg      | 6.475 kg       |
| 522     | 5,4 m          | 2                              | 2                       |                |                |
| 531     | 5,4 m          | 3                              | 1                       | 15.575 kg      | 7.475 kg       |
| 532     | 5,4 m          | 3                              | 2                       |                |                |
| 541     | 5,4 m          | 4                              | 1                       | 17.473 kg      | 8.290 kg       |
| 542     | 5,4 m          | 4                              | 2                       |                |                |
| 551     | 5,4 m          | 5                              | 1                       | 18.814 kg      | 8.900 kg       |
| 552     | 5,4 m          | 5                              | 2                       | 20.520 kg      |                |

## Specifikacije
| visina              | 53,3 m                            |
| promjer             | 3,81 m                            |
| masa                | 334.500 kg (401) 587.000 kg (552) |
| broj stupnjeva      | 2 i dodatni potisnici             |
| nosivost (LEO)      | 8.123 kg (501) 20.520 kg (552)    |
| nosivost (GTO)      | 3.775 kg (501) 8.900 kg (551)     |
| broj lansiranja     | 31                                |
| uspješna lansiranja | 30                                |
| prvo lansiranje     | 21. kolovoz 2002.                 |
| zadnje lansiranje   |                                   |

| parametar         | potisnici             | 1. stupanj | 2. stupanj        |
| ----------------- | --------------------- | ---------- | ----------------- |
| motor             | do 5 na kruto gorivo  | 1 x RD-180 | 1 ili 2 RL10A-4-2 |
| potisak           | 1.287 kN po potisniku | 4.152 kN   | 99,2 do 185 kN    |
| specifičan impuls | 275 s                 | 311 s      | 449 s             |
| dužina izgaranja  | 94 s                  | 253 s      | 421 - 842 s       |
| gorivo            | kruto                 | RP-1/LOX   | LH2/LOX           |